# Chiến tranh Anh-Tây Ban Nha (1625-1630)
Chiến tranh Anh-Tây Ban Nha (1625–1630) là một cuộc chiến do Tây Ban Nha phát động nhằm chống lại Vương quốc Anh và Các tỉnh Liên hiệp. Cuộc xung đột này thuộc một phần của Chiến tranh Tám mươi năm và Chiến tranh Ba mươi năm.

## Bối cảnh
Năm 1620, Vua Tây Ban Nha Felipe IV đương trị vì đất nước cùng với viên sủng thần Gaspar de Guzmán, Bá-Công tước Olivares. Chiến tranh xứ Vlaanderen đã nhen nhóm trở lại sau mười hai năm hưu chiến, và nền tài chính của Tây Ban Nha phụ thuộc vào hoạt động nhập khẩu bạc từ các thuộc địa châu Mỹ của nó. Vua nước Anh, Scotland và Ireland đương thời là James I cùng với người nối ngôi Charles, Hoàng tử xứ Wales. Vương quốc Anh tại thời điểm này có mối quan hệ quân sự với Các tỉnh Liên hiệp, mà họ có công giúp đỡ trong chiến tranh xứ Vlaanderen.
Khoảng thời gian này đã xảy ra một loạt các diễn biến dẫn đến việc nối lại tình trạng thù địch giữa hai vương quốc. Trong cuộc Chiến tranh Ba mươi năm nổ ra ở châu Âu, Friedrich V xứ Kurpfalz và vợ là Elizabeth Stuart, con gái của vua nước Anh, bị các đạo binh Tercios Tây Ban Nha đánh đuổi ra khỏi lãnh địa. George Villiers, Công tước Buckingham thứ nhất đã tháp tùng Hoàng tử xứ Wales trong một chuyến đi đến Madrid để sắp xếp những chi tiết về cuộc hôn nhân được đề xuất giữa thái tử Charles và công chúa Maria Anna của Tây Ban Nha, tuy nhiên các cuộc thương lượng đều không thành công. Tháng 3 năm 1624, James I, xưa kia là một người chủ trương hòa bình thì nay đã tuyên chiến với Tây Ban Nha với sự ủng hộ của Hạ Nghị viện; Hạ Nghị viện giành lấy nguồn tài trợ để theo đuổi chiến tranh. Năm sau James I qua đời sau một cơn kiết lỵ. Người kế vị ông là Charles I đã lao đầu vào việc chuẩn bị cho cuộc chiến với Tây Ban Nha, thậm chí trước cả khi ông lên ngôi vua, với sự trợ giúp tận tình của Công tước Buckingham.

## Diễn biến

### Vây hãm Breda
Tháng 8 năm 1624, Tướng Tây Ban Nha Don Ambrosio Spinola đã điều động quân đội tới vây đánh thành phố Breda của Hà Lan. Thành phố Breda đuọc gia cố vững chắc và do 7.000 quân đồn trú Hà Lan bảo vệ. Spinola mau chóng siết chặt vòng vây và đánh đuổi viện binh Hà Lan dưới sự chỉ huy của Maurice xứ Nassau, Vương công Orange đang cố gắng cắt đứt nguồn tiếp tế của ông. Tháng 2 năm 1625, một đạo quân khác gồm 7.000 lính Anh dưới sự chỉ huy của Sir Horace Vere và Ernst von Mansfeld kéo tới giải vây cũng đại bại. Sau cùng, Justin xứ Nassau đành phải giao nộp Breda đầu hàng người Tây Ban Nha vào tháng 6 năm 1625 sau mười một tháng bao vây.

### Viễn chinh Cádiz

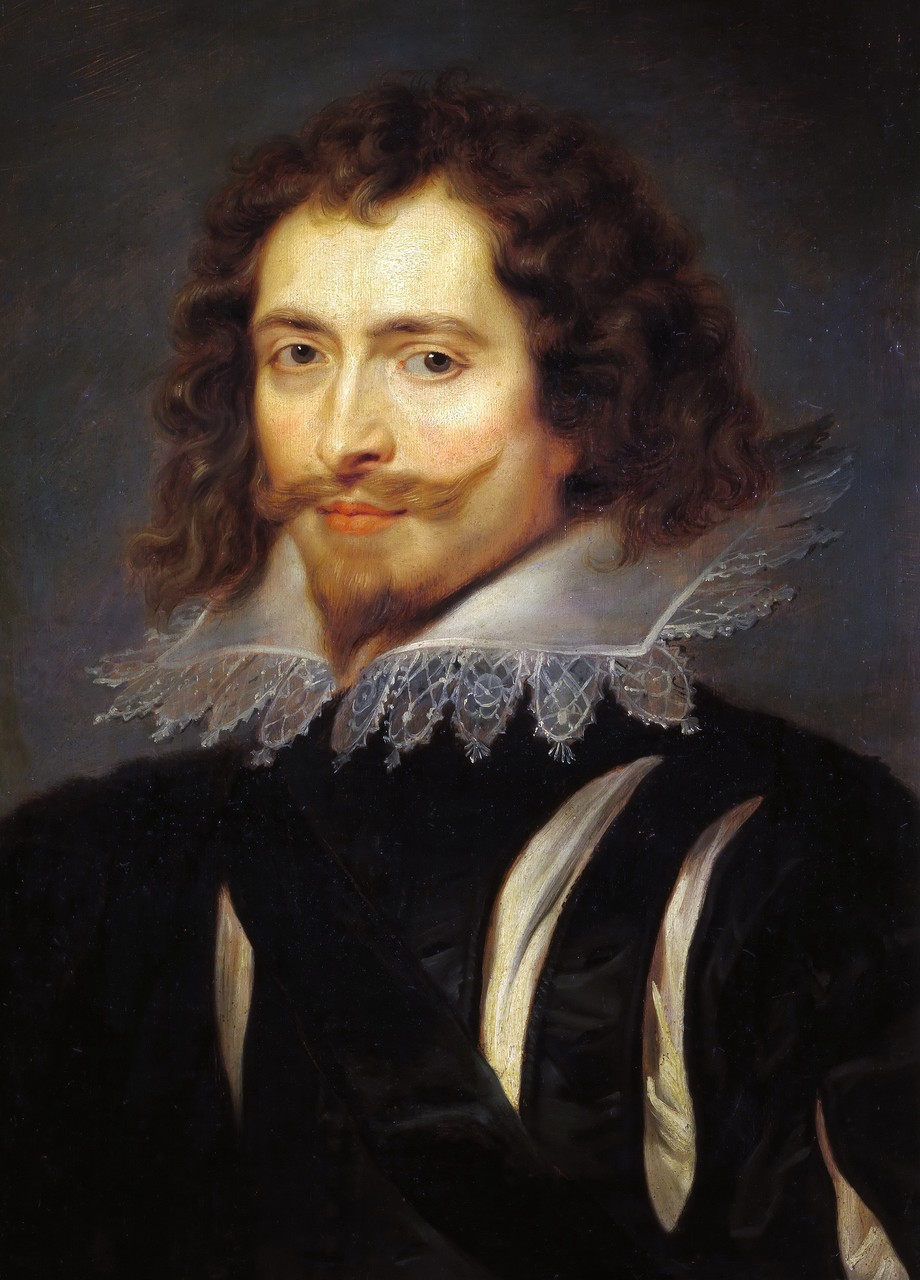
Tranh vẽ Công tước Buckingham của Peter Paul Rubens

Đến tháng 10 năm 1625, khoảng 100 tàu chiến và tổng cộng 15.000 thủy thủ và binh sĩ đã được chuẩn bị sẵn sàng cho cuộc viễn chinh Cádiz. Việc liên minh với Hà Lan cũng được gấp rút tiến hành, và đồng minh mới này đã đồng ý phái thêm 15 tàu chiến dưới sự chỉ huy của William xứ Nassau, nhằm trợ giúp canh giữ Eo biển Manche trong trường hợp hạm đội chủ lực của hải quân Anh vắng mặt. Công tước Buckingham quyết định bổ nhiệm Sir Edward Cecil, một cựu binh dày dạn kinh nghiệm quân sự từng phục vụ trong hàng ngũ người Hà Lan, làm Tướng chỉ huy cuộc viễn chinh, sự lựa chọn này tỏ ra thiếu cân nhắc. Cecil có thể là một người giỏi việc quân nhưng lại ít am hiểu về các vấn đề hàng hải. Cuộc viễn chinh theo như dự tính bao gồm một số yếu tố: bắt kịp tàu thuyền Tây Ban Nha chất đầy châu báu trở về từ châu Mỹ; và tiến công các thị trấn Tây Ban Nha, với ý định phá hoại nền kinh tế Tây Ban Nha bằng cách làm suy yếu tuyến đường tiếp tế của Tây Ban Nha và do đó làm giảm áp lực quân sự lên Tuyển hầu quốc Kurpfalz.

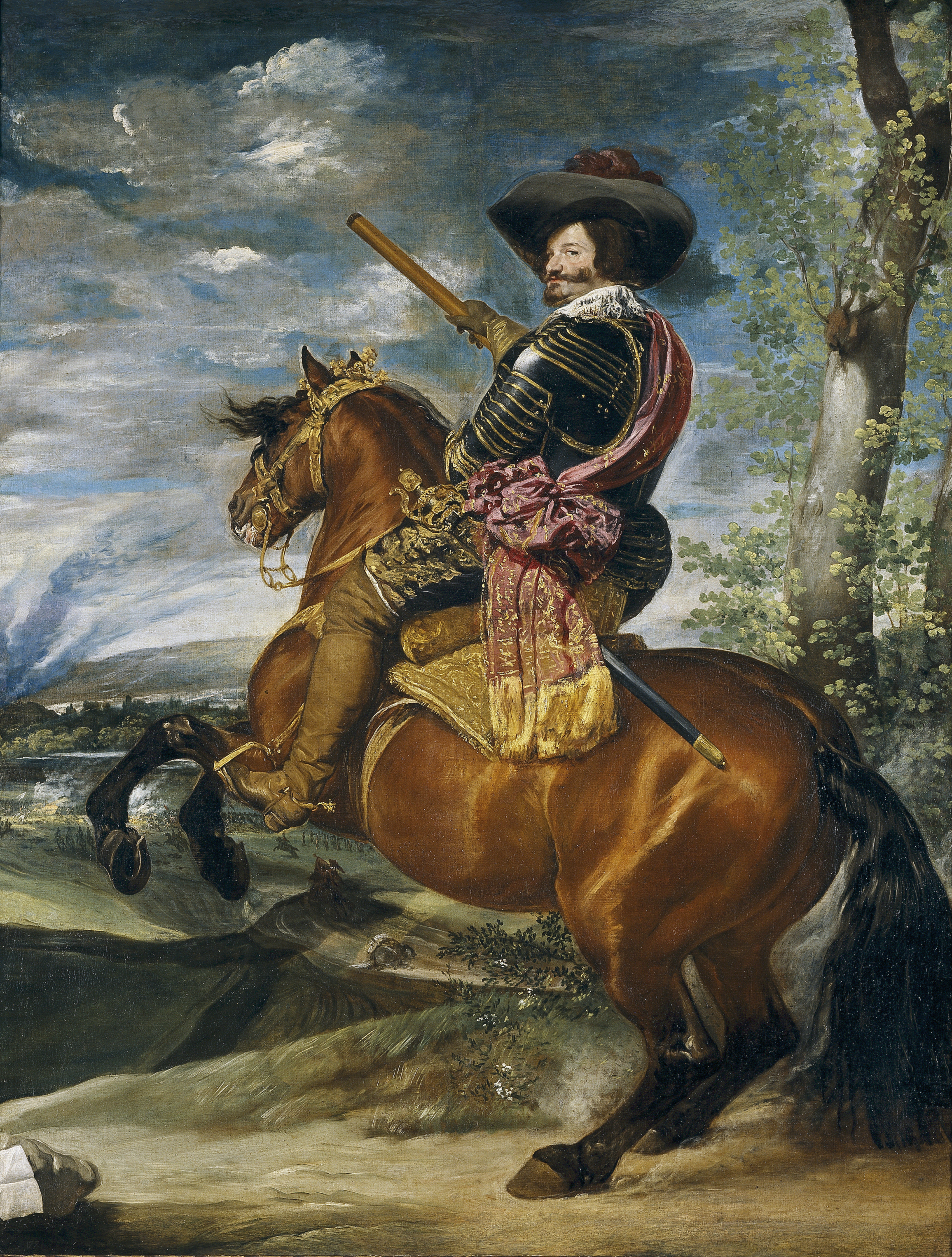
Tranh vẽ Gaspar de Guzmán, Bá-Công tước Olivares của Diego Velázquez

Toàn bộ cuộc viễn chinh dần biến thành trò hề. Quân Anh đã lãng phí thời gian vào việc đánh chiếm một pháo đài cũ ít quan trọng, tạo cơ hội cho hải cảng Cádiz có thời gian huy động toàn lực chống giữ và cho phép các tàu buôn trong vịnh phá vây chạy trốn. Sự phòng thủ của thành phố được hiện đại hóa, một cải tiến lớn về kỹ thuật thủ thành trong thời đại Tudor, đã tỏ ra hữu hiệu. Trong khi đó, một đội quân Anh đổ bộ xa tận bờ biển để tiến vào thành phố đồng thời lại bị lạc lối vì kỷ luật kém. Cuối cùng, Sir Edward Cecil, Tư lệnh lực lượng Anh, phải đối mặt với nguồn cung lương thực cạn kiệt, đã quyết định chẳng có lựa chọn nào khác ngoài việc phải trở về nước Anh, dù chỉ bắt được vài món hàng hóa và không có đụng độ với người Tây Ban Nha. Và như vậy, toàn hạm đội rã rời trở về nhà trong tháng mười hai.
Charles I nhằm bảo vệ phẩm giá của mình và Buckingham, kẻ thất bại trong việc đảm bảo các hạm đội xâm lược được tiếp tế chu đáo, đã không cố công tìm hiểu nguyên nhân thất bại của cuộc viễn chinh Cádiz. Nhà vua chẳng buồn bận tâm đến sự tan rã của đội quân thua trận mà thay vào đó ông lấy làm lo lắng trước tình cảnh ngặt nghèo của người Huguenot đang cố thủ thành La Rochelle. Nhưng Hạ Nghị viện Anh không thể bỏ qua chuyện này. Quốc hội năm 1626 đã bắt đầu quá trình luận tội chống lại Công tước Buckingham, khiến Charles I phải giải tán Quốc hội còn hơn là đối mặt với nguy cơ luận tội thành công. Sự thất bại của cuộc tấn công đã tạo nên hậu quả tai hại cho nước Anh. Ngoài những thiệt hại về kinh tế và nhân mạng, nó còn gây tổn hại đến uy tín của Vương quyền, tạo ra một cuộc khủng hoảng chính trị và tài chính nghiêm trọng ở nước này.

### Giai đoạn 1627–1628
Công tước Buckingham nhận thấy tình hình ngày càng trở nên bất lợi cho nước Anh bèn quay sang đàm phán với vị Thủ tướng của nước Pháp là Hồng y Richelieu, cam kết viện trợ tàu bè cho Richelieu trong cuộc chiến chống lại phe Tân giáo Huguenot của ông, để đổi lấy sự trợ giúp của Pháp nhằm đánh đuổi quân Tây Ban Nha đang chiếm đóng Tuyển hầu quốc Kurpfalz, nhưng Quốc hội nước Anh đã chán ghét và kinh hoàng khi nghĩ đến người Tin Lành Anh phải đối đầu với những kẻ đồng đạo trên đất Pháp. Kế hoạch này chỉ thúc đẩy nỗi lo ngại của họ về thế lực của phe thân Công giáo trong triều đình. Ngay cả Buckingham cũng tin rằng kế hoạch mạo hiểm của ông gặp thất bại là do sự phản bội của Richelieu, góp phần tạo dựng một liên minh giữa nhiều kẻ thù của Hồng y Richelieu, một chính sách bao gồm hỗ trợ cho rất nhiều người Huguenot mà gần đây bị ông tấn công. Năm 1627, quân Anh dưới sự chỉ huy của Công tước Buckingham đã bị quân Pháp đánh bại trong trận vây hãm Saint-Martin-de-Ré và La Rochelle. Trong chiến dịch này người Anh tổn thất 4.000 quân trong tổng số 7.000 quân. Ngày 23 tháng 8 năm 1628, trong khi đang tổ chức một chiến dịch thứ hai ở Portsmouth nước Anh, Buckingham đã bị một sĩ quan bất mãn tên là John Felton đâm chết tại quán rượu Greyhound.

### St. Kitts và Nevis

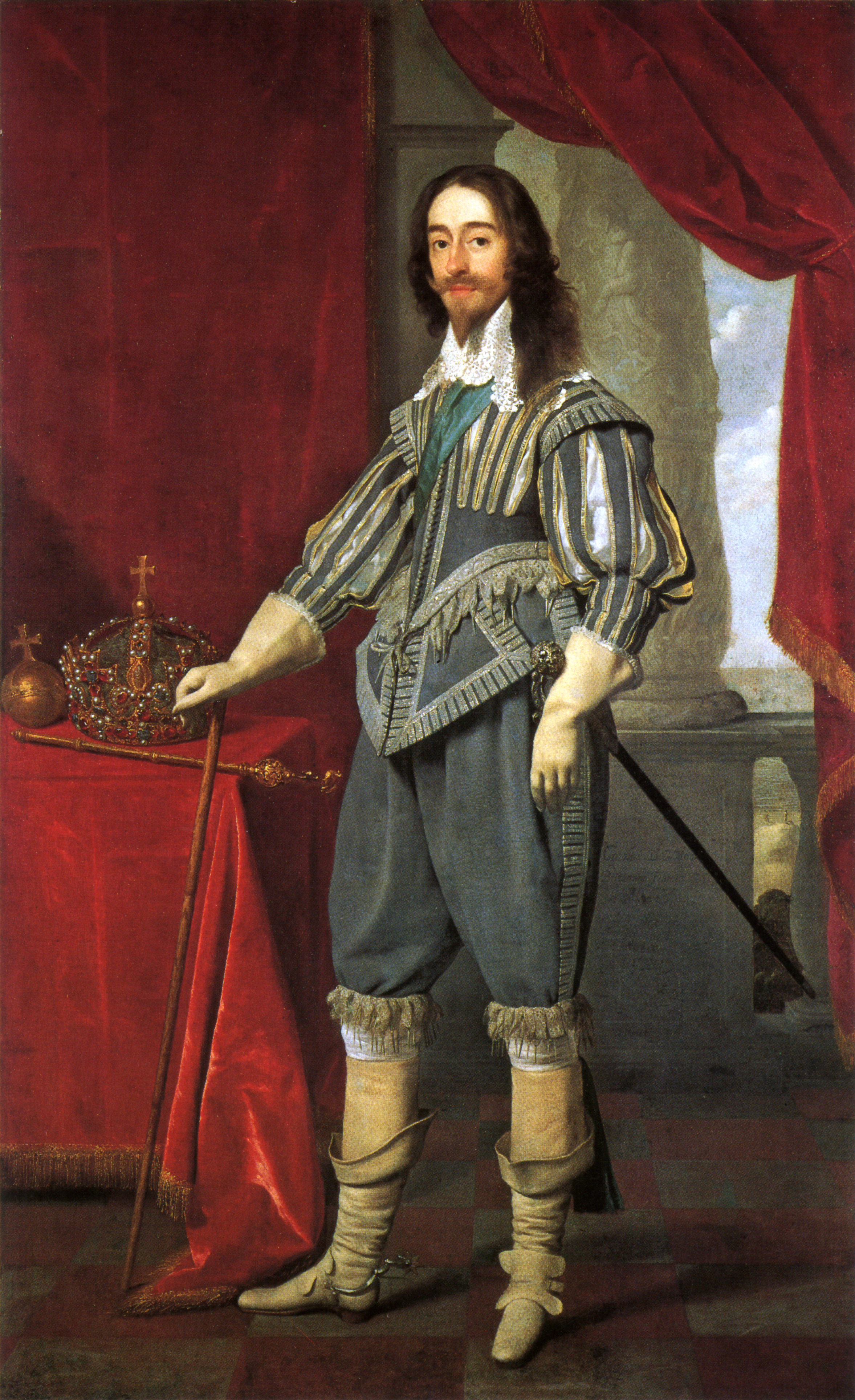
Tranh vẽ vua Charles I

Năm 1629, một đoàn quân viễn chinh Tây Ban Nha dưới sự chỉ huy của Đô đốc Don Fadrique de Toledo, được Felipe IV gửi tới để đối phó với các thuộc địa Anh-Pháp mới lập trên quần đảo Caribbean Saint Kitts và Nevis. Đế chế Tây Ban Nha nhòm ngó vùng lãnh thổ này như là của riêng mình kể từ khi họ phát hiện ra quần đảo vào năm 1498 và các thuộc địa Anh-Pháp đã phát triển tới mức đủ để người Tây Ban Nha coi là một mối đe dọa cho thuộc địa Tây Ấn của mình. Trong trận đánh đảo St. Kitts, các khu định cư được vũ trang tận răng trên cả hai quần đảo đều bị phá hủy và người Tây Ban Nha nhanh chóng chiếm giữ quần đảo này.

## Hậu quả
Sau những thất bại liên tiếp, buộc nước Anh phải thoái lui khỏi cuộc chiến tranh Ba mươi năm bằng cách đàm phán một hòa ước riêng với Pháp vào năm 1629. Về sau các cuộc viễn chinh đều nhận được sự cam đoan của Công tước Hamilton và Huân tước Craven cho Đế quốc La Mã Thần thánh nhằm ủng hộ hàng ngàn lính đánh thuê người Scotland từng phục vụ dưới trướng vua Thụy Điển trong cuộc xung đột. Hamilton cho tăng số quân tuyển mộ bất chấp Chiến tranh Anh-Tây Ban Nha đã chấm dứt. Năm 1630, Felipe IV và Charles I đã ký Hòa ước Madrid, kết thúc chiến tranh. Đối với Anh và Scotland thì điều này chỉ chứng tỏ đây là một thất bại vô cùng tốn kém, nhưng với Tây Ban Nha và Pháp thì đây chỉ đơn thuần là một sự xao lãng nhỏ dành cho họ, vốn là những nước luôn bận rộn với các cuộc chiến tranh đang nhấn chìm cả châu Âu. Tại Anh, chi phí chiến tranh và quản lý tồi tệ chính là nguyên nhân làm bùng lên các tranh chấp giữa triều đình của vua Charles I và Quốc hội bắt đầu từ trước khi xảy ra cuộc nội chiến Anh.